# Eugène-Louis Gillot
Pour les articles homonymes, voir Gillot.
Eugène-Louis Gillot, né le 14 avril 1867 à Paris où il est mort le 12 décembre 1925, est un peintre et aquarelliste français.

## Biographie

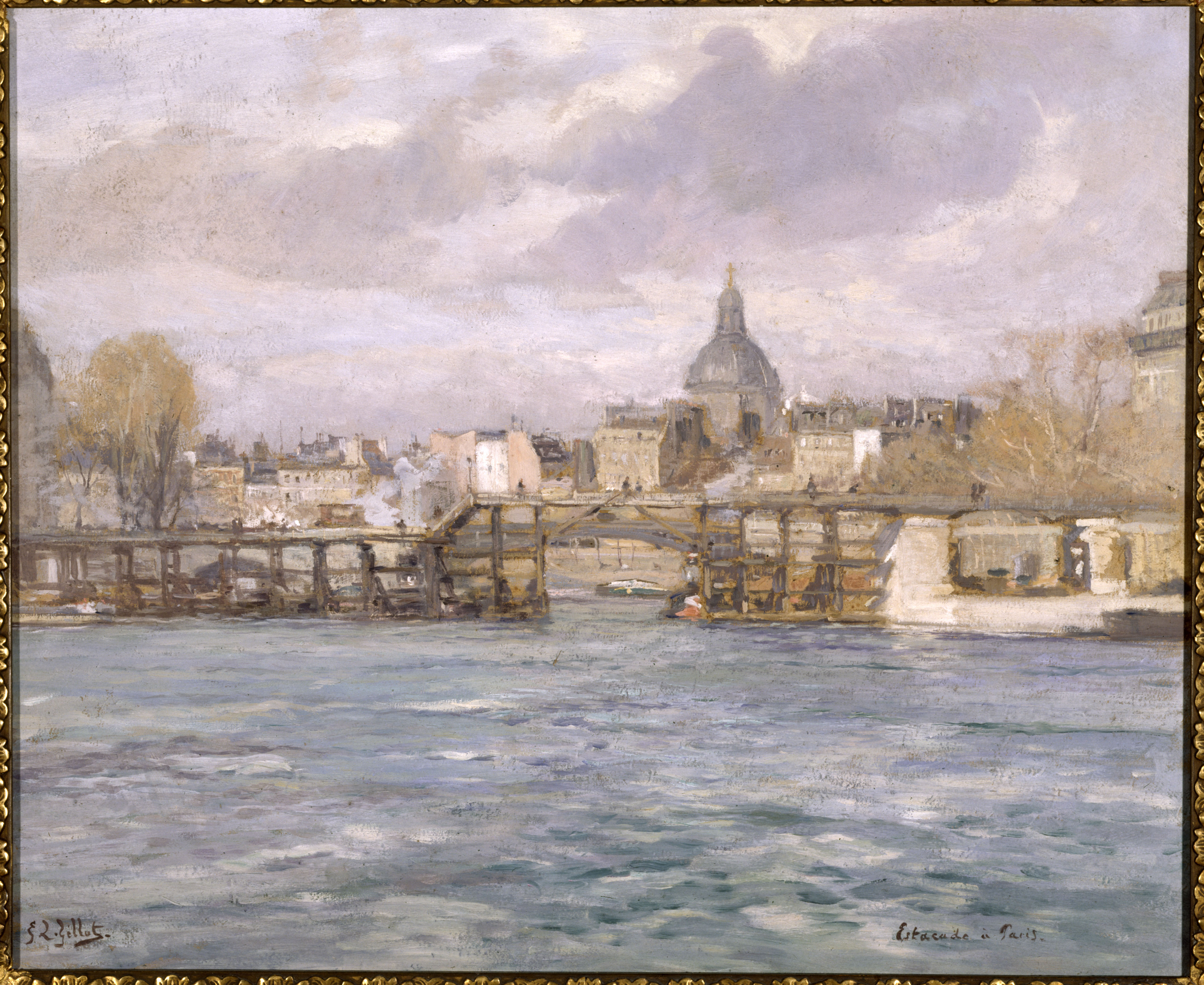
L'estacade de l'île Saint-Louis, Musée Carnavalet

Gillot est d'abord graveur sur bois et commence à peintre en 1893 après sa rencontre du baron Dart dont il deviendra le fils adoptif. Il demeure alors au château d'Osmoy puis, à la mort du baron, vit à Paris où la baronne lui procure un atelier.
En 1913, il voyage en Angleterre où il est reçu par la reine et le roi et devient leur ami. Ses toiles ressentent alors l'influence des brumes de Joseph Mallord William Turner.
Mobilisé lors de la Première Guerre mondiale, il sert dans la Marine. En 1918, il est membre d'une mission officielle aux États-Unis. A son retour en France, il fonde avec l'aide du Ministre de la Marine Georges Leygues, le Salon des peintres de la marine ainsi que la Société nationale des beaux-arts de la mer.
Nommé peintre officiel de la Marine en 1921, il meurt en 1925 avant d'avoir pu assister à l'organisation du premier Salon qu'il a créé.